# Baghdad Bounedjah
Baghdad Bounedjah (in arabo بغداد بو نجاح‎?; Orano, 24 novembre 1991) è un calciatore algerino, attaccante dell'Al-Shamal e della nazionale algerina.

## Carriera

### Club

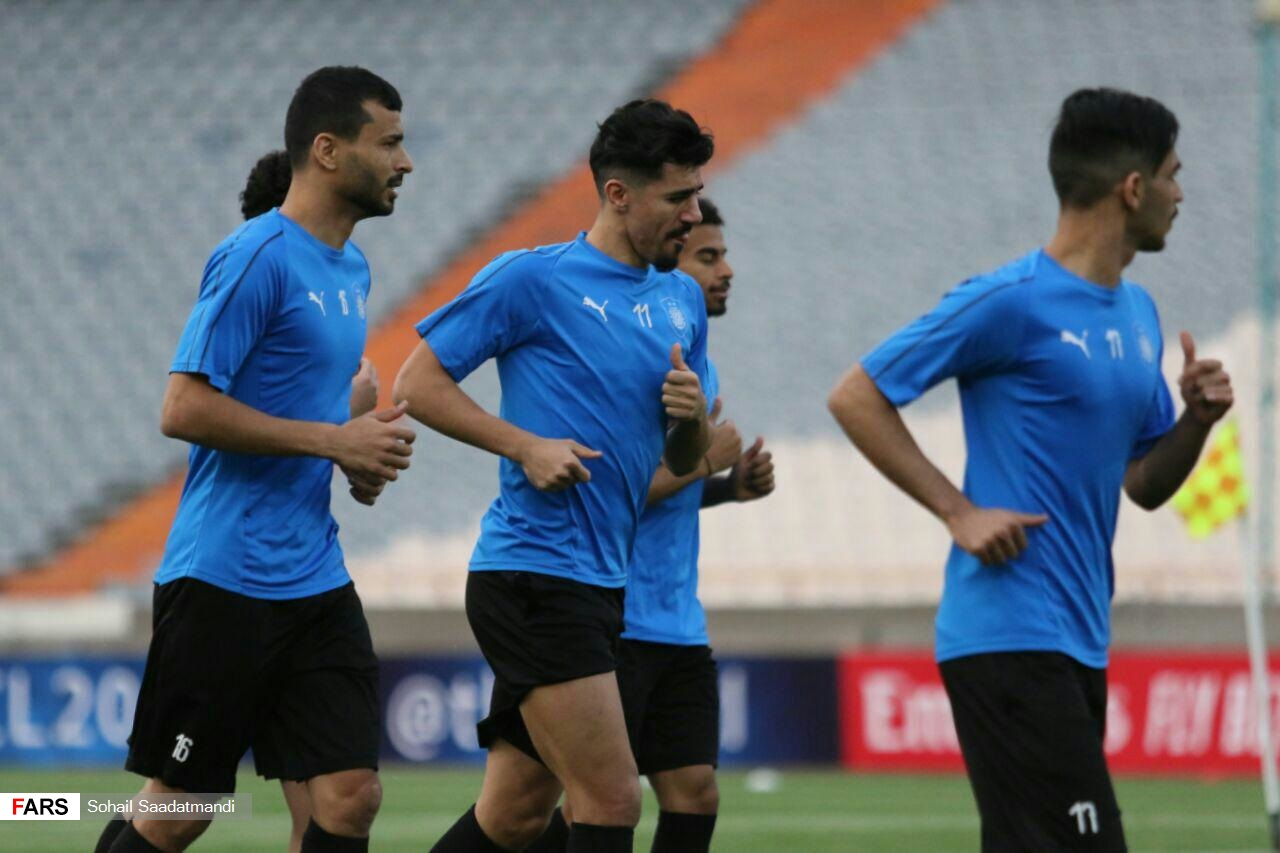
Bounedjah (al centro) nel 2019.

Il 16 febbraio 2017 è autore di cinque reti nella partita di campionato qatariota contro l'Al-Arabi nel 7-0 finale. A quasi un anno di distanza, nel febbraio 2018 realizza un poker di reti al Al-Ahli Doha (5-0), in un altro incontro di campionato. Nella stagione 2018-2019 sigla dieci reti nelle prime due giornate del campionato del Qatar: dopo la tripletta all'Al-Kharitiyath (0-6), firma sette marcature in 44' durante la partita con l'Al Arabi, conclusasi sul punteggio di 10-1. Nel dicembre 2019 si laurea capocannoniere della Coppa del mondo per club FIFA 2019, a pari merito con il libico Elhouni, con la maglia dell'Al Zaeem.

### Nazionale
Ha giocato nella nazionale algerina Under-23.
Ha debuttato in nazionale maggiore nel 2013 per poi disputare due coppe d'Africa: 2017 e 2019; in quest'ultima ha segnato dopo 2 minuti il goal del decisivo 1-0 con cui l'Algeria ha battuto il Senegal, aggiudicandosi il torneo.

## Statistiche

### Cronologia presenze e reti in nazionale
| Cronologia completa delle presenze e delle reti in nazionale ― Algeria | Cronologia completa delle presenze e delle reti in nazionale ― Algeria | Cronologia completa delle presenze e delle reti in nazionale ― Algeria | Cronologia completa delle presenze e delle reti in nazionale ― Algeria | Cronologia completa delle presenze e delle reti in nazionale ― Algeria | Cronologia completa delle presenze e delle reti in nazionale ― Algeria | Cronologia completa delle presenze e delle reti in nazionale ― Algeria | Cronologia completa delle presenze e delle reti in nazionale ― Algeria |
| Data                                                                   | Città                                                                  | In casa                                                                | Risultato                                                              | Ospiti                                                                 | Competizione                                                           | Reti                                                                   | Note                                                                   |
| ---------------------------------------------------------------------- | ---------------------------------------------------------------------- | ---------------------------------------------------------------------- | ---------------------------------------------------------------------- | ---------------------------------------------------------------------- | ---------------------------------------------------------------------- | ---------------------------------------------------------------------- | ---------------------------------------------------------------------- |
| 25-5-2013                                                              | Blida                                                                  | Algeria                                                                | 1 – 0                                                                  | Mauritania                                                             | Amichevole                                                             | -                                                                      | 66’                                                                    |
| 6-9-2015                                                               | Maseru                                                                 | Lesotho                                                                | 1 – 3                                                                  | Algeria                                                                | Qual. Coppa d'Africa 2017                                              | -                                                                      | 69’                                                                    |
| 9-10-2015                                                              | Algeri                                                                 | Algeria                                                                | 1 – 2                                                                  | Guinea                                                                 | Amichevole                                                             | -                                                                      | 80’                                                                    |
| 13-10-2015                                                             | Algeri                                                                 | Algeria                                                                | 1 – 0                                                                  | Senegal                                                                | Amichevole                                                             | -                                                                      | 70’                                                                    |
| 14-11-2015                                                             | Dar es Salaam                                                          | Tanzania                                                               | 2 – 2                                                                  | Algeria                                                                | Qual. Mondiali 2018                                                    | -                                                                      | 88’                                                                    |
| 12-11-2016                                                             | Uyo                                                                    | Nigeria                                                                | 3 – 1                                                                  | Algeria                                                                | Qual. Mondiali 2018                                                    | -                                                                      | 86’                                                                    |
| 7-1-2017                                                               | Algeri                                                                 | Algeria                                                                | 3 – 1                                                                  | Mauritania                                                             | Amichevole                                                             | 1                                                                      | 60’                                                                    |
| 19-1-2017                                                              | Franceville                                                            | Algeria                                                                | 1 – 2                                                                  | Tunisia                                                                | Coppa d'Africa 2017 - 1º turno                                         | -                                                                      | 69’                                                                    |
| 23-1-2017                                                              | Franceville                                                            | Algeria                                                                | 2 – 2                                                                  | Senegal                                                                | Coppa d'Africa 2017 - 1º turno                                         | -                                                                      | 80’                                                                    |
| 10-11-2017                                                             | Costantina                                                             | Algeria                                                                | 3 – 0 tav                                                              | Nigeria                                                                | Qual. Mondiali 2018                                                    | -                                                                      | 76’ 88’                                                                |
| 14-11-2017                                                             | Algeri                                                                 | Algeria                                                                | 3 – 0                                                                  | Rep. Centrafricana                                                     | Amichevole                                                             | -                                                                      | 73’                                                                    |
| 22-3-2018                                                              | Algeri                                                                 | Algeria                                                                | 4 – 1                                                                  | Tanzania                                                               | Amichevole                                                             | 2                                                                      |                                                                        |
| 27-3-2018                                                              | Graz                                                                   | Iran                                                                   | 4 – 1                                                                  | Algeria                                                                | Amichevole                                                             | -                                                                      | 80’ 82’                                                                |
| 1-6-2018                                                               | Algeri                                                                 | Algeria                                                                | 2 – 3                                                                  | Capo Verde                                                             | Amichevole                                                             | 1                                                                      | 73’                                                                    |
| 7-6-2018                                                               | Lisbona                                                                | Portogallo                                                             | 3 – 0                                                                  | Algeria                                                                | Amichevole                                                             | -                                                                      | 71’                                                                    |
| 8-9-2018                                                               | Bakau                                                                  | Gambia                                                                 | 1 – 1                                                                  | Algeria                                                                | Qual. Coppa d'Africa 2019                                              | 1                                                                      | 8’ 73’                                                                 |
| 12-10-2018                                                             | Blida                                                                  | Algeria                                                                | 2 – 0                                                                  | Benin                                                                  | Qual. Coppa d'Africa 2019                                              | 1                                                                      |                                                                        |
| 16-10-2018                                                             | Cotonou                                                                | Benin                                                                  | 1 – 0                                                                  | Algeria                                                                | Qual. Coppa d'Africa 2019                                              | -                                                                      | 46’                                                                    |
| 18-11-2018                                                             | Lomé                                                                   | Togo                                                                   | 1 – 4                                                                  | Algeria                                                                | Qual. Coppa d'Africa 2019                                              | 1                                                                      |                                                                        |
| 27-12-2018                                                             | Algeri                                                                 | Qatar                                                                  | 0 – 1                                                                  | Algeria                                                                | Amichevole                                                             | 1                                                                      | cap.                                                                   |
| 26-3-2019                                                              | Blida                                                                  | Algeria                                                                | 1 – 0                                                                  | Tunisia                                                                | Amichevole                                                             | 1                                                                      | 44’                                                                    |
| 11-6-2019                                                              | Doha                                                                   | Algeria                                                                | 1 – 1                                                                  | Burundi                                                                | Amichevole                                                             | 1                                                                      | 74’                                                                    |
| 16-6-2019                                                              | Doha                                                                   | Algeria                                                                | 3 – 2                                                                  | Mali                                                                   | Amichevole                                                             | 1                                                                      | 61’                                                                    |
| 23-6-2019                                                              | Il Cairo                                                               | Algeria                                                                | 2 – 0                                                                  | Kenya                                                                  | Coppa d'Africa 2019 - 1º turno                                         | 1                                                                      | 81’                                                                    |
| 27-6-2019                                                              | Il Cairo                                                               | Senegal                                                                | 0 – 1                                                                  | Algeria                                                                | Coppa d'Africa 2019 - 1º turno                                         | -                                                                      |                                                                        |
| 1-7-2019                                                               | Il Cairo                                                               | Tanzania                                                               | 0 – 3                                                                  | Algeria                                                                | Coppa d'Africa 2019 - 1º turno                                         | -                                                                      | 79’                                                                    |
| 7-7-2019                                                               | Il Cairo                                                               | Algeria                                                                | 3 – 0                                                                  | Guinea                                                                 | Coppa d'Africa 2019 - Ottavi di finale                                 | -                                                                      | 83’                                                                    |
| 11-7-2019                                                              | Suez                                                                   | Costa d'Avorio                                                         | 1 – 1 dts (3 – 4 dtr)                                                  | Algeria                                                                | Coppa d'Africa 2019 - Quarti di finale                                 | -                                                                      | 78’                                                                    |
| 14-7-2019                                                              | Il Cairo                                                               | Algeria                                                                | 2 – 1                                                                  | Nigeria                                                                | Coppa d'Africa 2019 - Semifinale                                       | -                                                                      | 52’                                                                    |
| 19-7-2019                                                              | Il Cairo                                                               | Senegal                                                                | 0 – 1                                                                  | Algeria                                                                | Coppa d'Africa 2019 - Finale                                           | 1                                                                      | 89’                                                                    |
| 9-9-2019                                                               | Blida                                                                  | Algeria                                                                | 1 – 0                                                                  | Benin                                                                  | Amichevole                                                             | -                                                                      | 67’                                                                    |
| 15-10-2019                                                             | Lilla                                                                  | Algeria                                                                | 3 – 0                                                                  | Colombia                                                               | Amichevole                                                             | 1                                                                      | 71’                                                                    |
| 14-11-2019                                                             | Blida                                                                  | Algeria                                                                | 5 – 0                                                                  | Zambia                                                                 | Qual. Coppa d'Africa 2021                                              | 2                                                                      |                                                                        |
| 18-11-2019                                                             | Francistown                                                            | Botswana                                                               | 0 – 1                                                                  | Algeria                                                                | Qual. Coppa d'Africa 2021                                              | -                                                                      | 80’                                                                    |
| 13-10-2020                                                             | L'Aia                                                                  | Algeria                                                                | 2 – 2                                                                  | Messico                                                                | Amichevole                                                             | -                                                                      | 75’                                                                    |
| 12-11-2020                                                             | Algeri                                                                 | Algeria                                                                | 3 – 1                                                                  | Zimbabwe                                                               | Qual. Coppa d'Africa 2021                                              | 1                                                                      | 75’                                                                    |
| 17-11-2020                                                             | Harare                                                                 | Zimbabwe                                                               | 2 – 2                                                                  | Algeria                                                                | Qual. Coppa d'Africa 2021                                              | -                                                                      | 68’ 87’                                                                |
| 25-3-2021                                                              | Lusaka                                                                 | Zambia                                                                 | 3 – 3                                                                  | Algeria                                                                | Qual. Coppa d'Africa 2021                                              | -                                                                      | 67’                                                                    |
| 29-3-2021                                                              | Blida                                                                  | Algeria                                                                | 5 – 0                                                                  | Botswana                                                               | Qual. Coppa d'Africa 2021                                              | 1                                                                      | 61’                                                                    |
| 3-6-2021                                                               | Blida                                                                  | Algeria                                                                | 4 – 1                                                                  | Mauritania                                                             | Amichevole                                                             | 1                                                                      | 59’                                                                    |
| 6-6-2021                                                               | Blida                                                                  | Algeria                                                                | 1 – 0                                                                  | Mali                                                                   | Amichevole                                                             | -                                                                      |                                                                        |
| 11-6-2021                                                              | Radès                                                                  | Tunisia                                                                | 0 – 2                                                                  | Algeria                                                                | Amichevole                                                             | 1                                                                      | 60’                                                                    |
| 2-9-2021                                                               | Blida                                                                  | Algeria                                                                | 8 – 0                                                                  | Gibuti                                                                 | Qual. Mondiali 2022                                                    | 1                                                                      | 60’                                                                    |
| 7-9-2021                                                               | Marrakech                                                              | Burkina Faso                                                           | 1 – 1                                                                  | Algeria                                                                | Qual. Mondiali 2022                                                    | -                                                                      | 67’                                                                    |
| 8-10-2021                                                              | Blida                                                                  | Algeria                                                                | 6 – 1                                                                  | Niger                                                                  | Qual. Mondiali 2022                                                    | -                                                                      | 67’                                                                    |
| 12-10-2021                                                             | Niamey                                                                 | Niger                                                                  | 0 – 4                                                                  | Algeria                                                                | Qual. Mondiali 2022                                                    | 1                                                                      | 59’                                                                    |
| 12-11-2021                                                             | Il Cairo                                                               | Gibuti                                                                 | 0 – 4                                                                  | Algeria                                                                | Qual. Mondiali 2022                                                    | -                                                                      | 46’                                                                    |
| 16-11-2021                                                             | Blida                                                                  | Algeria                                                                | 2 – 2                                                                  | Burkina Faso                                                           | Qual. Mondiali 2022                                                    | -                                                                      | 46’                                                                    |
| 1-12-2021                                                              | Ar Rayyan                                                              | Algeria                                                                | 4 – 0                                                                  | Sudan                                                                  | Coppa araba FIFA 2021 - 1º turno                                       | 2                                                                      | 79’                                                                    |
| 4-12-2021                                                              | Al Wakrah                                                              | Libano                                                                 | 0 – 2                                                                  | Algeria                                                                | Coppa araba FIFA 2021 - 1º turno                                       | -                                                                      |                                                                        |
| 7-12-2021                                                              | Al Wakrah                                                              | Algeria                                                                | 1 – 1                                                                  | Egitto                                                                 | Coppa araba FIFA 2021 - 1º turno                                       | -                                                                      | 46’                                                                    |
| 15-12-2021                                                             | Doha                                                                   | Qatar                                                                  | 1 – 2                                                                  | Algeria                                                                | Coppa araba FIFA 2021 - Semifinale                                     | -                                                                      | 68’                                                                    |
| 18-12-2021                                                             | Al Khawr                                                               | Tunisia                                                                | 0 – 2 dts                                                              | Algeria                                                                | Coppa araba FIFA 2021 - Finale                                         | -                                                                      | 40’                                                                    |
| 5-1-2022                                                               | Ar Rayyan                                                              | Algeria                                                                | 3 – 0                                                                  | Ghana                                                                  | Amichevole                                                             | -                                                                      | 62’                                                                    |
| 11-1-2022                                                              | Douala                                                                 | Algeria                                                                | 0 – 0                                                                  | Sierra Leone                                                           | Coppa d'Africa 2021 - 1º turno                                         | -                                                                      | 65’                                                                    |
| 16-1-2022                                                              | Douala                                                                 | Algeria                                                                | 0 – 1                                                                  | Guinea Equatoriale                                                     | Coppa d'Africa 2021 - 1º turno                                         | -                                                                      | 4’ 64’                                                                 |
| 20-1-2022                                                              | Douala                                                                 | Costa d'Avorio                                                         | 3 – 1                                                                  | Algeria                                                                | Coppa d'Africa 2021 - 1º turno                                         | -                                                                      | 62’                                                                    |
| 23-3-2023                                                              | Baraki                                                                 | Algeria                                                                | 2 – 1                                                                  | Niger                                                                  | Qual. Coppa d'Africa 2023                                              | -                                                                      | 46’ 81’                                                                |
| 27-3-2023                                                              | Radès                                                                  | Niger                                                                  | 0 – 1                                                                  | Algeria                                                                | Qual. Coppa d'Africa 2023                                              | 1                                                                      | 64’                                                                    |
| 20-6-2023                                                              | Annaba                                                                 | Algeria                                                                | 1 – 1                                                                  | Tunisia                                                                | Amichevole                                                             | -                                                                      | 59’                                                                    |
| 12-9-2023                                                              | Dakar                                                                  | Senegal                                                                | 0 – 1                                                                  | Algeria                                                                | Amichevole                                                             | -                                                                      | 73’                                                                    |
| 16-11-2023                                                             | Baraki                                                                 | Algeria                                                                | 3 – 1                                                                  | Somalia                                                                | Qual. Mondiali 2026                                                    | 1                                                                      | 68’                                                                    |
| 5-1-2024                                                               | Lomé                                                                   | Togo                                                                   | 0 – 3                                                                  | Algeria                                                                | Amichevole                                                             | -                                                                      | 68’                                                                    |
| 9-1-2024                                                               | Lomé                                                                   | Burundi                                                                | 0 – 4                                                                  | Algeria                                                                | Amichevole                                                             | 1                                                                      | 72’                                                                    |
| 15-1-2024                                                              | Bouaké                                                                 | Algeria                                                                | 1 – 1                                                                  | Angola                                                                 | Coppa d'Africa 2023 - 1º turno                                         | 1                                                                      | 67’                                                                    |
| 20-1-2024                                                              | Bouaké                                                                 | Algeria                                                                | 2 – 2                                                                  | Burkina Faso                                                           | Coppa d'Africa 2023 - 1º turno                                         | 2                                                                      | 90+6’                                                                  |
| 23-1-2024                                                              | Bouaké                                                                 | Mauritania                                                             | 1 – 0                                                                  | Algeria                                                                | Coppa d'Africa 2023 - 1º turno                                         | -                                                                      |                                                                        |
| 22-3-2024                                                              | Baraki                                                                 | Algeria                                                                | 3 – 2                                                                  | Bolivia                                                                | Amichevole                                                             | -                                                                      | 46’                                                                    |
| 26-3-2024                                                              | Baraki                                                                 | Algeria                                                                | 3 – 3                                                                  | Sudafrica                                                              | Amichevole                                                             | -                                                                      | 59’                                                                    |
| 6-6-2024                                                               | Baraki                                                                 | Algeria                                                                | 1 – 2                                                                  | Guinea                                                                 | Qual. Mondiali 2026                                                    | -                                                                      | 59’                                                                    |
| 10-6-2024                                                              | Kampala                                                                | Uganda                                                                 | 1 – 2                                                                  | Algeria                                                                | Qual. Mondiali 2026                                                    | -                                                                      | 69’                                                                    |
| 5-9-2024                                                               | Orano                                                                  | Algeria                                                                | 2 – 0                                                                  | Guinea Equatoriale                                                     | Qual. Coppa d'Africa 2025                                              | -                                                                      | 79’                                                                    |
| 10-9-2024                                                              | Monrovia                                                               | Liberia                                                                | 0 – 3                                                                  | Algeria                                                                | Qual. Coppa d'Africa 2025                                              | 1                                                                      | 77’                                                                    |
| 10-10-2024                                                             | Annaba                                                                 | Algeria                                                                | 5 – 1                                                                  | Togo                                                                   | Qual. Coppa d'Africa 2025                                              | -                                                                      | 76’                                                                    |
| 14-10-2024                                                             | Lomé                                                                   | Togo                                                                   | 0 – 1                                                                  | Algeria                                                                | Qual. Coppa d'Africa 2025                                              | -                                                                      | 81’                                                                    |
| 17-11-2024                                                             | Tizi Ouzou                                                             | Algeria                                                                | 5 – 1                                                                  | Liberia                                                                | Qual. Coppa d'Africa 2025                                              | 1                                                                      | 84’                                                                    |
| 5-6-2025                                                               | Costantina                                                             | Algeria                                                                | 2 – 0                                                                  | Ruanda                                                                 | Amichevole                                                             | -                                                                      | 73’                                                                    |
| 10-6-2025                                                              | Solna                                                                  | Svezia                                                                 | 4 – 3                                                                  | Algeria                                                                | Amichevole                                                             | -                                                                      | 60’ 73’                                                                |
| Totale                                                                 |                                                                        | Presenze (10º posto)                                                   | 79                                                                     |                                                                        | Reti (3º posto)                                                        | 32                                                                     |                                                                        |

## Palmarès

### Club

#### Competizioni nazionali
- Coppa di Tunisia: 1

Étoile du Sahel: 2013-2014
- Coppa del Qatar: 2

Al-Sadd: 2017, 2019
- Coppa dello Sceicco Jassem: 2

Al-Sadd: 2017, 2019
- Campionato qatariota: 1

Al-Sadd: 2018-2019

#### Competizioni internazionali
- Coppa della Confederazione CAF: 1

Étoile du Sahel: 2015

### Nazionale
- Coppa d'Africa: 1

Egitto 2019
- Coppa araba FIFA: 1

Qatar 2021

### Individuale
- Capocannoniere del campionato tunisino: 1

2013-2014 (14 gol)
- Capocannoniere della Coppa della Confederazione CAF: 1

2015 (6 gol, a pari merito con Georges Ambourouet e Thamsanqa Gabuza)
- Capocannoniere della campionato qatariota: 3

2016-2017 (24 gol, a pari merito con Youssef El-Arabi), 2018-2019 (39 gol), 2020-2021 (21 gol)
- Capocannoniere della AFC Champions League: 1

2018 (13 gol)
- Capocannoniere della Coppa del mondo per club FIFA: 1

2019 (3 gol, a pari merito con Hamdou Elhouni)
- Miglior marcatore dell'anno IFFHS: 1

2018